# Campagne (Landes)
Pour les articles homonymes, voir Campagne (homonymie).
Campagne est une commune du Sud-Ouest de la France, située dans le département des Landes (région Nouvelle-Aquitaine).
Ses habitants sont appelés les Campenois et les Campenoises.

## Géographie

### Localisation
Commune située à 130 km au sud de Bordeaux, dans le pays de Marsan, sur la Midouze à 10 km à l'ouest de Mont-de-Marsan qui est la préfecture du département des Landes, aux confins de la forêt des Landes et de la région agricole et vallonnée de la Chalosse.
On y accède par la route départementale 824, qui est une quatre-voies reliant Mont-de-Marsan à Dax.

### Communes limitrophes
Les communes limitrophes sont  Aurice, Haut-Mauco, Le Leuy, Meilhan, Saint-Martin-d'Oney et Saint-Perdon.
|         | Saint-Martin-d'Oney |              |
| Meilhan | Campagne            | Saint-Perdon |
| Le Leuy | Aurice              | Haut-Mauco   |

### Géologie et relief
À 60 mètres d'altitude, le village se situe à une vingtaine de kilomètres au sud du parc naturel régional des Landes de Gascogne.

### Hydrographie
Le Batanès, affluent gauche de la Midouze, prend sa source sur la commune.
Le ruisseau du Houniou, affluent droit de l'Adour, traverse les mêmes terres.

### Climat
Pour des articles plus généraux, voir Climat de la Nouvelle-Aquitaine et Climat des Landes.
Historiquement, la commune est exposée à un climat océanique aquitain.  
En 2020, Météo-France publie une typologie des climats de la France métropolitaine dans laquelle la commune est exposée à un climat océanique et est dans la région climatique  Aquitaine, Gascogne, caractérisée par une pluviométrie abondante au printemps, modérée en automne, un faible ensoleillement au printemps, un été chaud (19,5 °C), des vents faibles, des brouillards fréquents en automne et en hiver et des orages fréquents en été (15 à 20 jours).
Pour la période 1971-2000, la température annuelle moyenne est de 13,2 °C, avec une amplitude thermique annuelle de 14,3 °C. Le cumul annuel moyen de précipitations est de 1 079 mm, avec 12,1 jours de précipitations en janvier et 7,5 jours en juillet. Pour la période 1991-2020, la température moyenne annuelle observée sur la station météorologique la plus proche, située sur la commune de Mont-de-Marsan à 12 km à vol d'oiseau, est de 13,8 °C et le cumul annuel moyen de précipitations est de 918,1 mm,. Pour l'avenir, les paramètres climatiques de la commune estimés pour 2050 selon différents scénarios d’émission de gaz à effet de serre sont consultables sur un site dédié publié par Météo-France en novembre 2022.

## Urbanisme

### Typologie
Au 1er janvier 2024, Campagne est catégorisée commune rurale à habitat dispersé, selon la nouvelle grille communale de densité à sept niveaux définie par l'Insee en 2022.
Elle est située hors unité urbaine. Par ailleurs la commune fait partie de l'aire d'attraction de Mont-de-Marsan, dont elle est une commune de la couronne,. Cette aire, qui regroupe 101 communes, est catégorisée dans les aires de 50 000 à moins de 200 000 habitants,.

### Occupation des sols

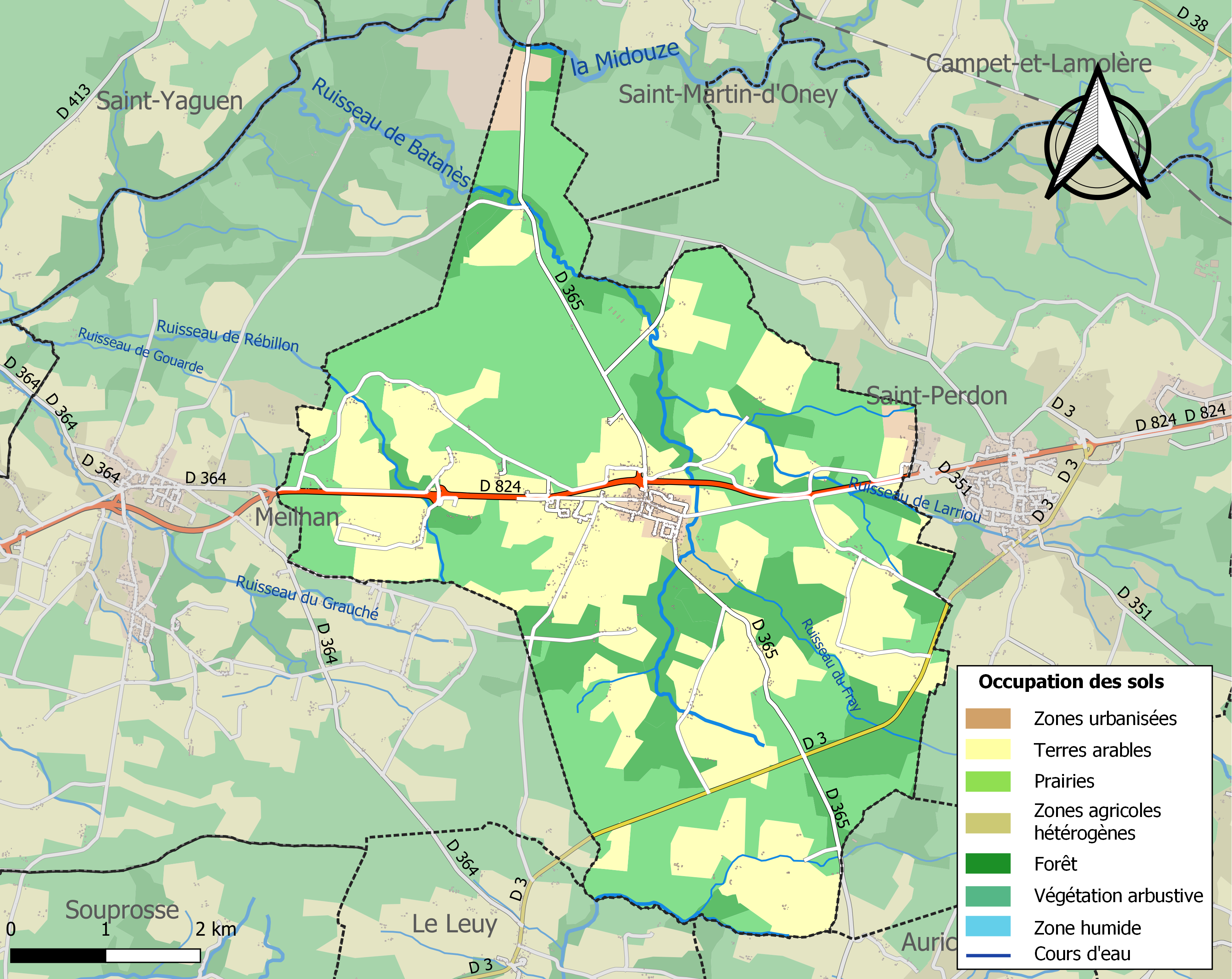
Carte des infrastructures et de l'occupation des sols de la commune en 2018 (CLC).

L'occupation des sols de la commune, telle qu'elle ressort de la base de données européenne d’occupation biophysique des sols Corine Land Cover (CLC), est marquée par l'importance des forêts et milieux semi-naturels (60,7 % en 2018), en diminution par rapport à 1990 (63,7 %). La répartition détaillée en 2018 est la suivante : milieux à végétation arbustive et/ou herbacée (42,9 %), terres arables (36,1 %), forêts (17,7 %), zones urbanisées (1 %), mines, décharges et chantiers (0,9 %), zones agricoles hétérogènes (0,9 %), zones industrielles ou commerciales et réseaux de communication (0,4 %). L'évolution de l’occupation des sols de la commune et de ses infrastructures peut être observée sur les différentes représentations cartographiques du territoire : la carte de Cassini (XVIIIe siècle), la carte d'état-major (1820-1866) et les cartes ou photos aériennes de l'IGN pour la période actuelle (1950 à aujourd'hui).

### Voies de communication et transports

#### Voies
| 56 odonymes recensés à Campagne au 29 décembre 2013 | 56 odonymes recensés à Campagne au 29 décembre 2013 | 56 odonymes recensés à Campagne au 29 décembre 2013 | 56 odonymes recensés à Campagne au 29 décembre 2013 | 56 odonymes recensés à Campagne au 29 décembre 2013 | 56 odonymes recensés à Campagne au 29 décembre 2013 | 56 odonymes recensés à Campagne au 29 décembre 2013 | 56 odonymes recensés à Campagne au 29 décembre 2013 | 56 odonymes recensés à Campagne au 29 décembre 2013 | 56 odonymes recensés à Campagne au 29 décembre 2013 | 56 odonymes recensés à Campagne au 29 décembre 2013 | 56 odonymes recensés à Campagne au 29 décembre 2013 | 56 odonymes recensés à Campagne au 29 décembre 2013 | 56 odonymes recensés à Campagne au 29 décembre 2013 | 56 odonymes recensés à Campagne au 29 décembre 2013 | 56 odonymes recensés à Campagne au 29 décembre 2013 |
| Allée                                               | Avenue                                              | Bld                                                 | Chemin                                              | Cours                                               | Impasse                                             | Montée                                              | Passage                                             | Place                                               | Quai                                                | Rd-point                                            | Route                                               | Rue                                                 | Ruelle                                              | Autres                                              | Total                                               |
| --------------------------------------------------- | --------------------------------------------------- | --------------------------------------------------- | --------------------------------------------------- | --------------------------------------------------- | --------------------------------------------------- | --------------------------------------------------- | --------------------------------------------------- | --------------------------------------------------- | --------------------------------------------------- | --------------------------------------------------- | --------------------------------------------------- | --------------------------------------------------- | --------------------------------------------------- | --------------------------------------------------- | --------------------------------------------------- |
| 2                                                   | 3                                                   | 0                                                   | 5                                                   | 0                                                   | 8                                                   | 0                                                   | 0                                                   | 2                                                   | 0                                                   | 0                                                   | 26                                                  | 7                                                   | 0                                                   | 3                                                   | 56                                                  |
| Notes « N »                                         | Notes « N »                                         | 1. 2. 3. 4.                                         | 1. 2. 3. 4.                                         | 1. 2. 3. 4.                                         | 1. 2. 3. 4.                                         | 1. 2. 3. 4.                                         | 1. 2. 3. 4.                                         | 1. 2. 3. 4.                                         | 1. 2. 3. 4.                                         | 1. 2. 3. 4.                                         | 1. 2. 3. 4.                                         | 1. 2. 3. 4.                                         | 1. 2. 3. 4.                                         | 1. 2. 3. 4.                                         | 1. 2. 3. 4.                                         |
| Sources : rue-ville.info & OpenStreetMap            |                                                     |                                                     |                                                     |                                                     |                                                     |                                                     |                                                     |                                                     |                                                     |                                                     |                                                     |                                                     |                                                     |                                                     |                                                     |

### Risques majeurs
Le territoire de la commune de Campagne est vulnérable à différents aléas naturels : météorologiques (tempête, orage, neige, grand froid, canicule ou sécheresse), inondations, feux de forêts, mouvements de terrains et séisme (sismicité faible). Il est également exposé à un risque technologique, le transport de matières dangereuses. Un site publié par le BRGM permet d'évaluer simplement et rapidement les risques d'un bien localisé soit par son adresse soit par le numéro de sa parcelle.

#### Risques naturels
Certaines parties du territoire communal sont susceptibles d’être affectées par le risque d’inondation par débordement de cours d'eau, notamment le ruisseau du Moulin de Barris, la Midouze et le ruisseau de Batanès. La commune a été reconnue en état de catastrophe naturelle au titre des dommages causés par les inondations et coulées de boue survenues en 1999 et 2009,.
Campagne est exposée au risque de feu de forêt. Depuis le 20 avril 2016, les départements de la Gironde, des Landes et de Lot-et-Garonne disposent d’un règlement interdépartemental de protection de la forêt contre les incendies. Ce règlement vise à mieux prévenir les incendies de forêt, à faciliter les interventions des services et à limiter les conséquences, que ce soit par le débroussaillement, la limitation de l’apport du feu ou la réglementation des activités en forêt. Il définit en particulier cinq niveaux de vigilance croissants auxquels sont associés différentes mesures,.
Les mouvements de terrains susceptibles de se produire sur la commune sont des tassements différentiels.

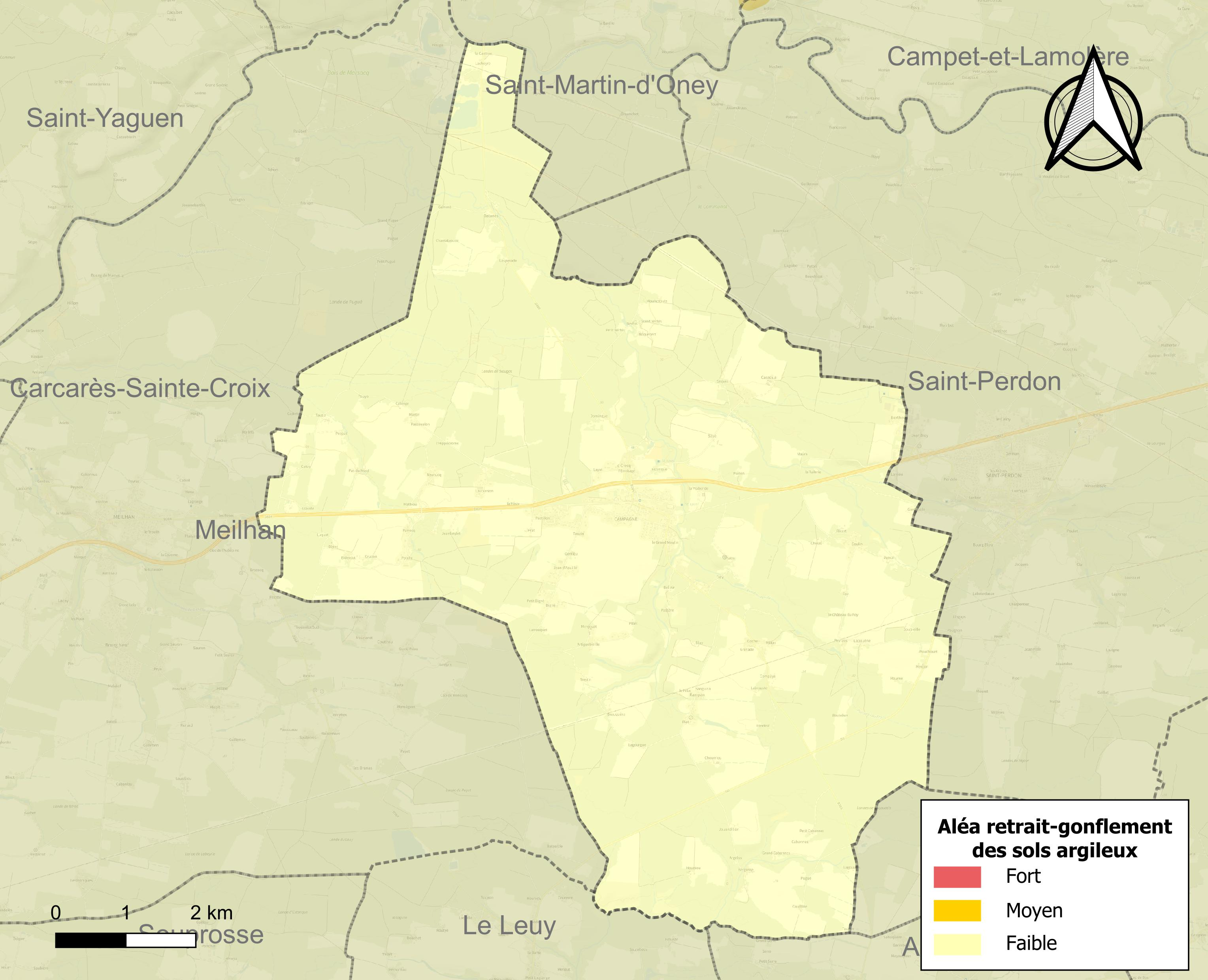
Carte des zones d'aléa retrait-gonflement des sols argileux de Campagne.

Le retrait-gonflement des sols argileux est susceptible d'engendrer des dommages importants aux bâtiments en cas d’alternance de périodes de sécheresse et de pluie. Aucune partie du territoire de la commune n'est en aléa moyen ou fort (19,2 % au niveau départemental et 48,5 % au niveau national). Sur les 469 bâtiments dénombrés sur la commune en 2019, aucun n'est en aléa moyen ou fort, à comparer aux 17 % au niveau départemental et 54 % au niveau national. Une cartographie de l'exposition du territoire national au retrait gonflement des sols argileux est disponible sur le site du BRGM,.
Concernant les mouvements de terrains, la commune a été reconnue en état de catastrophe naturelle au titre des dommages causés par des mouvements de terrain en 1999.

#### Risques technologiques
Le risque de transport de matières dangereuses sur la commune est lié à sa traversée par une ou des infrastructures routières ou ferroviaires importantes ou la présence d'une canalisation de transport d'hydrocarbures. Un accident se produisant sur de telles infrastructures est susceptible d’avoir des effets graves sur les biens, les personnes ou l'environnement, selon la nature du matériau transporté. Des dispositions d’urbanisme peuvent être préconisées en conséquence.

## Histoire
Peu de données sont connues. Le seigneur du lieu, Raymond de Campagne, y aurait construit un château sur une colline, dont il ne reste aucune trace. La légende fait état d'un tunnel sous la rivière Midouze, sans plus de preuves.  Un relais de poste se trouvait à l’ouest sur la route de Meilhan, au lieu-dit actuel la Poste, tenu au XIXe siècle par M. Darroze, ancien maire de la commune et ancêtre d’Alain Juppé du côté maternel, maire de Bordeaux et ancien Premier ministre.
La carte de Cassini nous apprend que vers 1780, la paroisse de Campagne, peuplée de quelques centaines d’âmes, comptait quatre moulins alimentés par des ruisseaux : le moulin du Blay, le moulin du Fray, le moulin Le Grand et le moulin de Sourbe. Ce nombre témoigne de l’importance locale de l’agriculture de subsistance. Les céréales et leurs farines représentaient alors environ 80 % de l’apport nutritionnel. Un autre moulin, qui n’apparaît pas sur la carte de Cassini, mais qui est mentionné sur le cadastre de 1811, existe encore sur le ruisseau Le Batanès, affluent gauche de la Midouze, au nord du village, avec un grand étang de retenue. Les bâtiments de ce moulin qui appartenait à la famille De Guitard dont la vaste demeure est située en vis-à-vis, ont été réhabilités il y a quelques décennies.

### Héraldique
| Blason | Blasonnement : De gueules au clocher de l'église du lieu mouvant de la pointe, adextré d'un canard et senestré d'une salamandre contournée regardant vomissant des flammes, le tout d'argent, au chef cousu d'azur chargé d'un léopard accosté de deux fleurs de lys, le tout d'or. Commentaires : Création : Jean-Joël Picard et Jean-Paul Fernon, adoptée par délibération du conseil municipal en mai 2006. |

## Politique et administration
| Période                                  | Période  | Identité           | Étiquette | Qualité                                    |
| ---------------------------------------- | -------- | ------------------ | --------- | ------------------------------------------ |
| 1945                                     | 196?     | Jean Baillet       |           | Agriculteur                                |
| 1977                                     | 1989     | Pierre Baillet     | PS        | Agriculteur                                |
| mars 1989                                | 2011     | Christian Nolibois | PS        | Inspecteur MSA (décédé en cours de mandat) |
| 2011                                     | En cours | Frédéric Carrère   | PS        | Cadre technique                            |
| Les données manquantes sont à compléter. |          |                    |           |                                            |

## Démographie
| 1793 | 1800 | 1806 | 1821 | 1831  | 1836  | 1841  | 1846  | 1851  |
| ---- | ---- | ---- | ---- | ----- | ----- | ----- | ----- | ----- |
| 830  | 758  | 881  | 796  | 1 023 | 1 027 | 1 052 | 1 062 | 1 114 |

| 1856  | 1861  | 1866  | 1872  | 1876  | 1881  | 1886  | 1891  | 1896 |
| ----- | ----- | ----- | ----- | ----- | ----- | ----- | ----- | ---- |
| 1 068 | 1 092 | 1 136 | 1 091 | 1 078 | 1 031 | 1 046 | 1 005 | 992  |

| 1901 | 1906  | 1911  | 1921 | 1926 | 1931 | 1936 | 1946 | 1954 |
| ---- | ----- | ----- | ---- | ---- | ---- | ---- | ---- | ---- |
| 978  | 1 010 | 1 009 | 932  | 905  | 885  | 834  | 826  | 891  |

| 1962 | 1968 | 1975 | 1982 | 1990 | 1999 | 2006 | 2008 | 2013  |
| ---- | ---- | ---- | ---- | ---- | ---- | ---- | ---- | ----- |
| 868  | 771  | 682  | 708  | 765  | 840  | 901  | 918  | 1 003 |

| 2018 | 2022  | - | - | - | - | - | - | - |
| ---- | ----- | - | - | - | - | - | - | - |
| 986  | 1 025 | - | - | - | - | - | - | - |

## Économie

### Ressources
Au sein de la forêt de  pins et de  chênes, on y cultive le maïs et les asperges et on y élève des poulets jaunes des Landes en total liberté dans les marensines (petites cabanes en bois de pins).

## Lieux et monuments

### Édifices et sites
- Église Saint-Pantaléon de Campagne

La girouette de l'église de Campagne est très curieuse : une salamandre opposée à un canard. L'histoire de cette girouette est sujet à controverse : le seigneur du village, de Guitard (guit, en gascon), se serait disputé avec le curé du village.

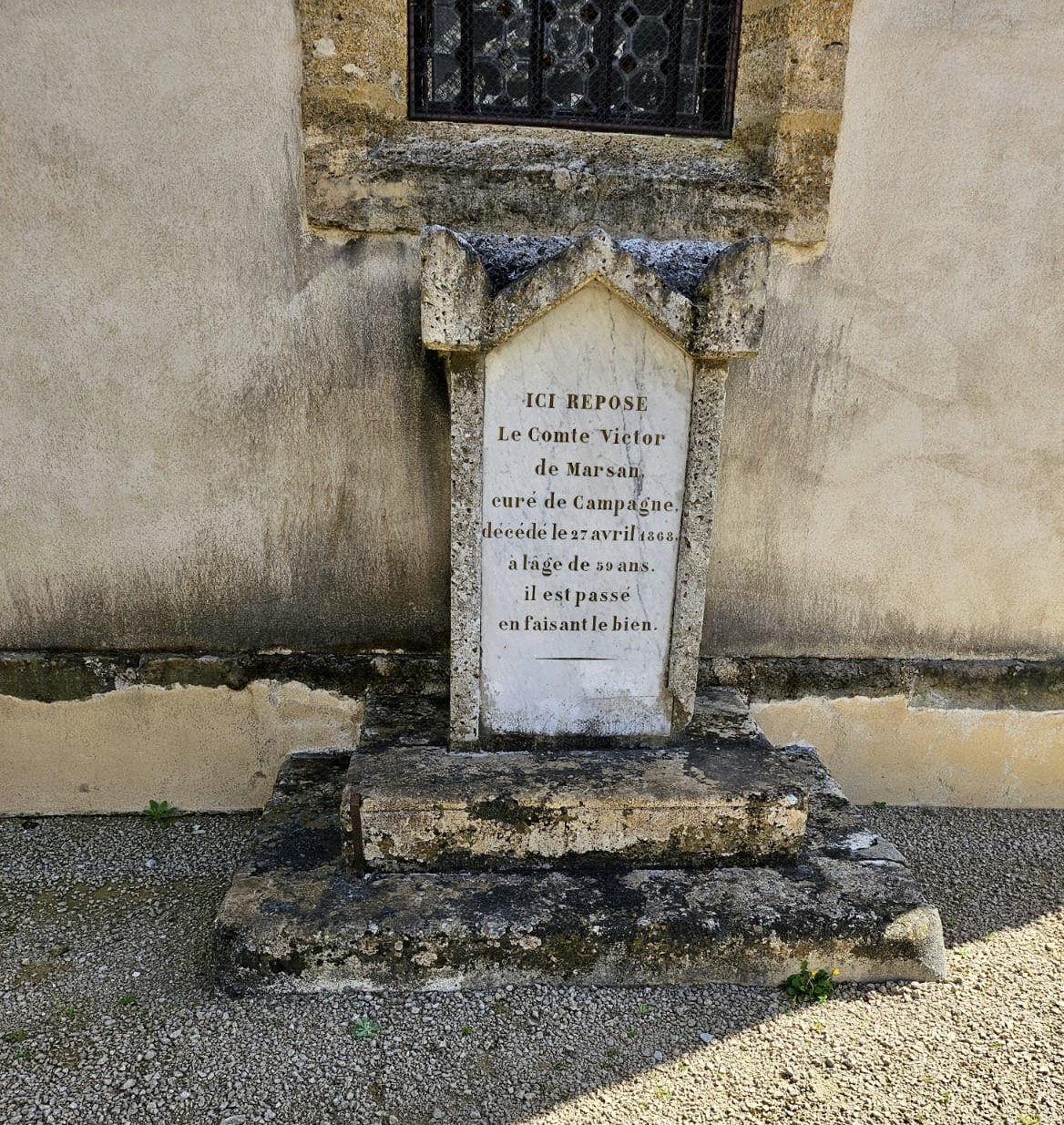
Tombe du Comte Victor de Marsan, curé de Campagne au XIXe siècle.

"Si la salamandre pointe à l’ouest, la pluie n’est pas loin. Si le canard pointe son bec, c’est l’inverse", disent les Campenoises et les Campenois.

À droite du porche, se trouve l’enfeu du Comte Victor de Marsan, curé de Campagne, décédé au presbytère, le 27 avril 1868 à l’âge de 59 ans. Il était né à Cassat (Basses-Pyrénées). Son père était Jean Alexandre, comte de Marsan et sa mère était Marie Blaa de Navailles.

Des peintures de Louis Anselme Longa (né le 4 avril 1809 à Mont-de-Marsan et mort dans cette même ville le 13 décembre 1869, ornent le chœur de l’église. Trois peintures représentent les moments importants de la vie de Saint-Pantaléon (son premier miracle, la conversion de son père et le martyr de Pantaléon). Longa, a également peint la Sainte-Trinité, les quatre évangélistes et le toit du chœur.  L’église a été entièrement rénovée en 2017-2018, pour un montant de 400 000 euros.

Le patron de Campagne est saint Pantaléon. Pantéleimon de Nicomédie ou Pantaléon était médecin. Les Romains le condamnèrent à la décapitation pour avoir aidé les pauvres, mais il échappa à six tentatives d'exécution. Il fut canonisé plus tard avec le nom de Pantaleone (ce qui signifie « Tout Lion » en grec) en reconnaissance de son courage de lion. Il fut saint patron des médecins. Les détails de la vie de ce saint ont été rapportés par l'abbé L. Jaud dans la Vie des Saints pour tous les jours de l'année, Tours, Mame, 1950.

Vers 303, de père païen et de mère chrétienne, Pantaléon ou Pantéleimon vivait à Nicomédie, ville d'Asie Mineure qui se trouve aujourd’hui en Turquie sous le nom d’Izmit. Il finit par oublier les principes inculqués par sa mère dans son enfance. Médecin, l'empereur Maximien-Galère le choisit comme médecin et voulut l'avoir à sa cour. Hermolaüs, un prêtre chrétien, résolut de ramener à la foi chrétienne : " À quoi, lui dit-il, vous serviront vos connaissances, si vous ignorez la science du salut ?" 
« Un jour qu'il se promenait dans la campagne, Pantaléon vit un enfant mort, une vipère auprès de lui. Inspiré par la grâce, il dit : " Enfant, lève-toi, au nom de Jésus-Christ ! ". Puis à la vipère : " Et toi, méchante bête, reçois le mal que tu as fait." L'enfant se releva vivant, et la vipère demeura inerte sur le sol. Pantaléon n'hésita plus à se faire baptiser.  
Un jour, un aveugle vint le trouver et lui dit : " J'ai depuis longtemps employé sans effet tous les remèdes ; on m'a dit que vous êtes très habile médecin ; pourriez-vous me secourir ? Je vous guérirai, dit le médecin, si vous vous engagez à devenir chrétien". L'aveugle promit et fut aussitôt guéri par l'invocation de Jésus-Christ. Témoin de ce miracle, le père de Pantaléon, reçut le baptême en même temps que l'aveugle guéri.
Pantaléon vendit tous ses biens et ne garda plus que ses revenus de médecin. Des collègues jaloux le dénoncèrent comme chrétien et il fut condamné à la décapitation par les Romains.
- La fontaine de Saint-Pantaléon, située à l'arrière de l'église, aurait la vertu de faire parler les enfants retardataires.  Très facilement accessible, car au cœur du village, tout au bord de la route, elle comprend un petit bassin avec une rigole, la circulation de l'eau se fait à l'aide d'une pompe. L’eau y aurait été assez pure et vive pour alimenter une cressonnière dans les années 1950. Elle donnait lieu à une procession le 4ème dimanche de juillet, avec la lecture d’un passage des évangiles. Elle a été entièrement rénovée, puis de nouveau consacrée le 23 juillet 1990.  Près de deux cents communes des Landes ont possédé ou possèdent toujours des sources patronnées par des saints guérisseurs.  D’autres sources, notamment en Auvergne sont consacrées à Saint-Pantaléon, mais elles auraient la vertu d’aider les enfants retardataires à marcher. Avec Saint-Luc, Saint-Pantaléon est l’un des deux patrons des médecins.
- La carrière. Elle est improprement appelée carrière de Saint-Martin-d’Oney, car elle est située le long de la route qui mène à ce village. Un lac artificiel la jouxte, qui résulte de l’extraction du sable. La carrière est située tout au nord de Campagne sur la rive gauche de la Midouze.  À la période du Miocène inférieur qui s’est étendue de -23 Ma à -5,3 Ma, l’océan recouvrait une grande partie de l’Aquitaine. En se retirant, l’océan a abandonné d’abondants dépôts marins et lacustres, très riches en fossiles, qui se sont sédimentés en une pierre qui est exploitée depuis le XVIIIe siècle, dite pierre coquillière. Ces fossiles découverts très nombreux dans la carrière de Campagne intéressent les paléontologues.

## Traditions
L'arbre de mai 
À Campagne et dans les Grandes-Landes en général, le premier mai est l’occasion de planter l’arbre de mai, soit un jeune pin, en l’honneur d’une personne : 18 ans, âge rond (20, 30…), retraite, naissance, d’un groupe de personnes (mariage) ou en l’honneur des élus locaux.
La tradition de l’arbre de mai est un rite de fécondité lié au retour de la frondaison. Jadis répandu dans toute l’Europe occidentale, ce rite prend son sens dans le cycle du mai traditionnel. Un pin décoré, encore appelé un « mai », est planté devant la maison de la personne en son absence. Ensuite, celle-ci doit inviter les planteurs pour un pot  (la « maillade » ou « mayade »). En automne, l’arbre mort est enlevé, ce qui donne une nouveau prétexte à un deuxième apéritif ou à une petite fête. Cette tradition permet de renforcer les liens avec son voisinage.
Lors du cinquième Concile de Milan, en 1579, l’Église — statuant sur la foi et la correction des mœurs — proscrivit cette tradition et ses rites apparentés, stipulant l’interdiction « le premier jour de mai, fête des apôtres saint Jacques et saint Philippe de couper les arbres avec leurs branches, de les promener dans les rues et dans les carrefours, et de les planter ensuite avec des cérémonies folles et ridicules. 
La course landaise
Campagne possède ses propres arènes dans lesquelles se déroulent plusieurs fois par des courses landaises, à Pâques et au mois de juillet. Il s’agit d’une sport traditionnel pratiqué essentiellement dans les départements français des Landes et du Gers, reconnu par le ministère de la Santé et des Sports et géré par la Fédération française de la course landaise. Sport traditionnel des Gascons, elle est aujourd'hui encore l’événement central des fêtes de villages. Sa forme moderne date de 1830. Elle est une des quatre formes de tauromachie pratiquées dans le monde. Elle se distingue des trois autres (corrida portugaise et course camarguaise) par deux particularités : elle se pratique exclusivement avec des femelles (vaches landaises) et non des taureaux. L’autre particularité, qu’elle partage avec la course camarguaise, est qu'il n'y a pas de mise à mort de l'animal, ni au cours de la course ni après.
Les toreros landais sont des sportifs de haut niveau qui affrontent des vaches de combat de race espagnole nommées « coursières », élevées par des ganaderos implantés dans les Landes, principalement entre Dax et Aire-sur-l’Adour. Chaque élevage possède son équipe de toreros, nommée cuadrilla, et ses couleurs.
La course à la cocarde, pratiquée à l’entracte de la course landaise formelle, sert de rite initiatique de passage à l’état adulte, aux jeunes Landais.

## Galerie

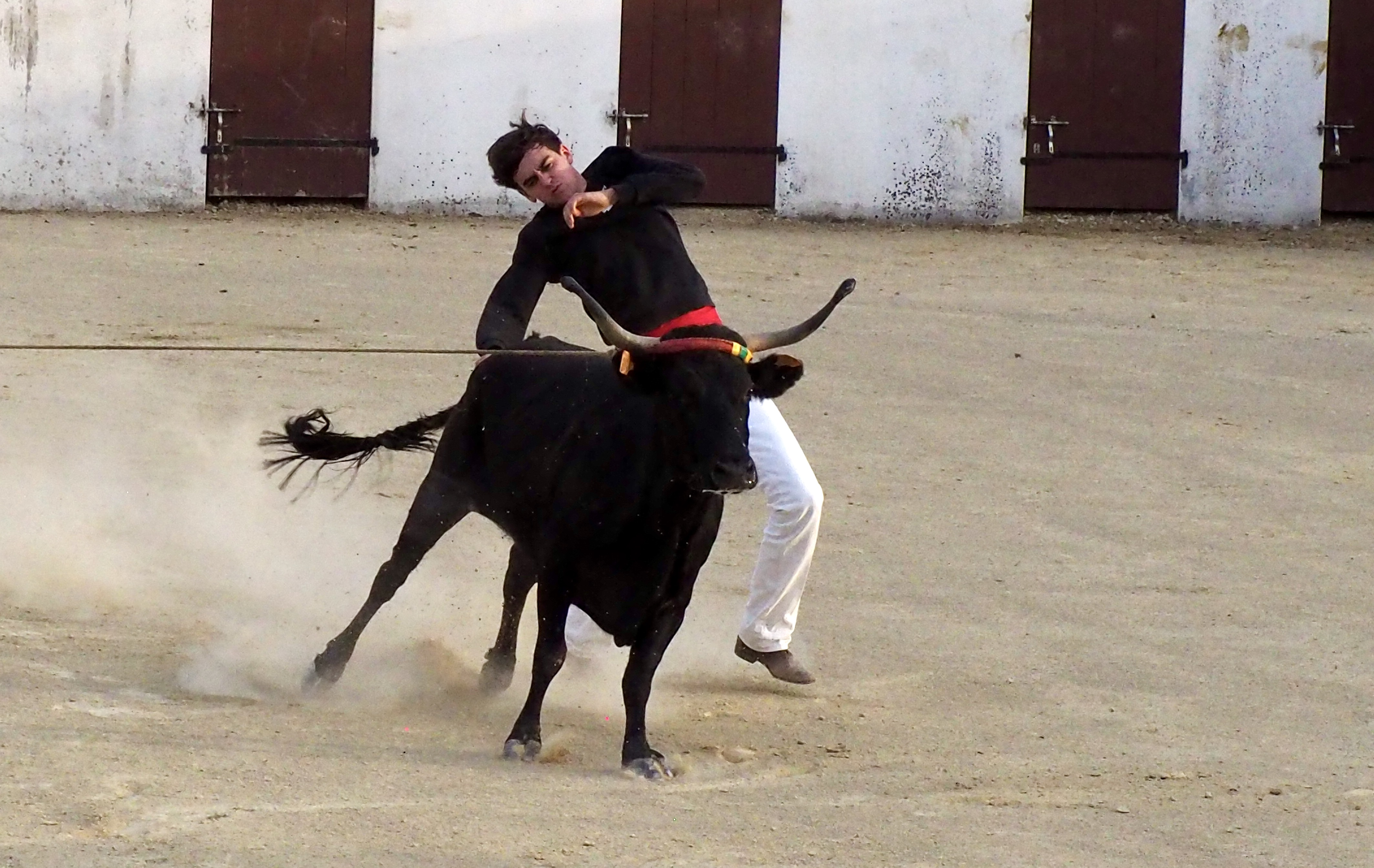
Jeune écarteur landais à l'entraînement dans les arènes de Campagne (2022).

## Personnalités liées à la commune
La famille d'Alain Juppé, ancien maire de Bordeaux, ancien Premier ministre et ministre est originaire de Campagne, par sa mère. La maison familiale des Juppé abrite la mairie actuelle.

## Vie pratique

### Culture
Campagne s'enorgueillit de deux vastes salles des fêtes et de sport, d'un boulodrome réputé, ainsi que des plusieurs palombières.

### Activités sportives
Campagne possède plusieurs équipes de Basket-ball avec deux immenses salles des fêtes dont une est dédiée aux sports.
La pétanque s’y pratique également sur un des plus grands boulodromes de la région avec la tenue de concours régionaux.